# Ana Sigüenza Carbonell
Ana Sigüenza Carbonell és una pedagoga i anarcosindicalista espanyola, afiliada al Sindicat d'Ensenyament i Intervenció Social de CNT-Madrid. Ha estat secretària general de la CNT durant el període que va des d'octubre de 2000 a març de 2003 i s'ha convertit d'aquesta forma en la primera dona a Espanya secretària general d'una central sindical d'àmbit estatal.
Militant en el sindicat de l'Ensenyament de CNT-AIT de Madrid, assídua col·laboradora de la FAL i organitzadora de nombroses xerrades i trobades anarquistes. Realitza nombrosos escrits de temàtica llibertària al periòdic CNT. Participacions en mitjans de comunicació com el programa Otro futuro (RNE) parlant sobre el centenari de la CNT.